# Els Borst
Else (Els) Borst-Eilers (Amsterdam, 22 maart 1932 – Bilthoven, 8 februari 2014) was een Nederlands politica voor Democraten 66 (D66) en hoogleraar. Borst was minister van Volksgezondheid in de kabinetten Kok I en Kok II. In het laatstgenoemde kabinet was ze tevens tweede vicepremier. Sinds 21 december 2012 was Borst minister van staat.
Na het Barlaeus Gymnasium te Amsterdam, studeerde ze van 1950 tot 1958 geneeskunde aan de Universiteit van Amsterdam. In 1972 vond haar wetenschappelijke promotie plaats. In 2014 werd ze in haar woning om het leven gebracht door de 38-jarige Bart van U.

## Biografie

### Jeugd en afkomst
Op 22 maart 1932 werd Els Borst als Else Eilers in de Rivierenbuurt te Amsterdam geboren als enig kind van de administrateur Dirk Michel (Dick) Eilers en Eskelina Anderina (Lien) Dorfmeijer. Zij was vernoemd naar de destijds bekende actrice Else Mauhs. Aanvankelijk woonde het gezin in de Scheldestraat, later op driehoog in de Uiterwaardenstraat 332. Bij haar geboorte woonden ook de grootouders van moederskant in de bovenwoning. Dick had al jong het plan om eventuele kinderen te laten studeren, omdat hijzelf als telg uit een familie van koetsiers die kans nooit had gehad.

### Dongeschool
Borst ging naar de Dongeschool, een openbare basisschool in de Rivierenbuurt. Ze leerde makkelijk en speelde graag buiten in de velden die de buurt destijds nog omringden. Ze werd omschreven als een evenwichtig kind, enigszins verlegen, opgewekt maar niet uitgelaten, 'een koppig kind dat het liefst haar eigen weg zocht.'

### Tweede Wereldoorlog
In de Tweede Wereldoorlog werd ook de Rivierenbuurt getroffen door bombardementen, maar aan het dagelijks leven veranderde in het begin nog weinig. De school ging door en Borst bleef voor de Joodse onderburen, het echtpaar Barends, fungeren als 'sjabbesgoj', een goj die op vrijdagavond als de sjabbat begint het licht bij gelovige Joden aandeed.
In de Rivierenbuurt woonden veel Joden en toen hen in het schooljaar 1941-1942 werd verboden nog openbaar onderwijs te volgen, betekende dat de halvering van de klas van Borst. Zij had toen al afscheid genomen van haar lerares, de eveneens Joodse juffrouw Frank, die in november 1940 al was verboden les te geven. Op 6 augustus 1942 kwam de Grüne Polizei de onderburen ophalen, bij welke gelegenheid ze haar vader voor het eerst zag huilen: "Ik keek met mijn ouders langs de trap naar beneden en we zagen het gebeuren," herinnerde ze zich.
In 1945 zat Borst op het Barlaeus Gymnasium aan de Weteringschans nabij het Leidseplein. Op 12 maart 1945 werd ze onderweg door de Duitsers gedwongen getuige te zijn van een executie van dertig verzetsstrijders in het Eerste Weteringplantsoen. Hoewel het bevel luidde dat ze moest toekijken, hield ze haar ogen dicht: "Toen ik weer keek, lagen ze daar."
In de Hongerwinter verwarmde het gezin de woning met brandstof uit de leegstaande huizen van Joodse buurtgenoten. De opgroeiende Borst raakte zodanig ondervoed dat de huisarts een verblijf op het platteland noodzakelijk achtte. Lien had een familielid in de Anna Paulownapolder dat bereid was Borst op te nemen. Daar leerde Borst onder meer koeien melken en kleding verstellen. In Anna Paulowna maakte Borst de Bevrijding mee. De moeder van het gastgezin viel het vertrek van Borst zwaar: zij had zelf een dochtertje verloren en stelde de ouders van Borst tot hun schrik voor om Els te adopteren. De eerste jaren na de oorlog bracht Borst veel schoolvakanties in Anna Paulowna door.

### Barlaeus Gymnasium (1944-1950)
In augustus 1944 begon Borst in de eerste klas van het Barlaeus Gymnasium. Haar vader had de HBS voor ogen, maar de hoofdmeester van de Dongeschool overtuigde hem dat zijn dochter naar het gymnasium moest. Op deze school ontstonden twee levenslange vriendschappen met dochters van artsen. De ouders van haar vriendin Hieke Borst waren de Amsterdams hoogleraar interne geneeskunde J.G.G. Borst en de voormalige tandarts Alida de Geus. Met een broer van Hieke, Jan, zou Borst later trouwen. De andere vriendin was Lotte Querido, dochter van hoogleraar sociale geneeskunde Jan Querido en kleindochter van de uitgever Emanuel Querido.
Borst was leergierig en had een goed geheugen, ook was ze intelligent, ijverig en precies. Ze werd klassevertegenwoordiger en bij meningsverschil over het opgegeven huiswerk beschouwden de leraren de agenda van Borst als het gezaghebbende document. Een klas lager zat Frits Bolkestein.
In de vijfde klas was Borst een van de winnaars van een opstelwedstrijd over jeugdvriendschap, die een reis naar Engeland opleverde.
Het huwelijksaanzoek dat ze na haar eindexamen van een leraar kreeg, vond ze "onaangenaam".

### Studie geneeskunde aan de UvA (1950-1958)
In september 1950 begon Borst met de studie geneeskunde aan de Universiteit van Amsterdam. Ze bleef bij haar ouders wonen. Borst werd lid van het IRIS-dispuut van AVSV, dat een serieuze aard en een intellectueel karakter had. Bovendien werd ze lid van roeivereniging Thetis.
Borst nam actief deel aan het corpsleven. Diverse malen fungeerde ze als praeses: in het jaar 1952-1953 van de roeivereniging Thetis, in 1953-1954 van het dispuut IRIS en in 1954 van het ASVA-commissie van Toezicht op het Novitiaat. Achteraf typeerde ze de functie van het dispuutsleven als het aanleren van "een stijlvolle en zelfverzekerde wijze van optreden" dat gestalte gaf aan "een krachtige en originele persoonlijkheid" zonder welke men "geen student en überhaupt geen denkend mens kan zijn."
Verder beoefende ze ook een bestuursfunctie bij de studievereniging van geneeskunde: de Medische Faculteit der Amsterdamsche Studenten. Haar functie hier was secretaris.
In november 1952 ging ze met Jan Borst, die twee jaar verder in zijn studie was, naar het lustrumbal van de AVSV, waarna hun relatie opbloeide.
In het najaar van 1953 begon ze aan de doctoraalfase. In 1954 liep ze stage in het Onze Lieve Vrouwe Gasthuis. De hiërarchische verhoudingen, die onder meer inhielden dat studenten voor patiëntonderzoek hun handen moesten wassen maar de artsen niet, irriteerden haar.
In 1954 werd ze lid van het in 1948 opgerichte Medisch Sexuologisch Dispuut (MSD), dat seksuologische kwesties besprak die niet in colleges werden behandeld.
Op 21 april 1955 trouwde ze met Jan Borst. Hoewel een huwelijk voor een vrouw vaak het einde van haar studie inhield, drong haar vader erop aan dat ze die afmaakte. In 1955 legde ze de laatste doctoraalexamens af en begon aan twee jaar coassistentschappen. In die periode openbaarde zich bij haar de ziekte van Graves, een auto-immuunziekte, waarvan ze na lange tijd herstelde. In oktober 1958 rondde Borst haar studie af met het afleggen van het artsexamen.

### Werk en gezin (1960-1965)
Na een miskraam werd in 1960 een dochter geboren. Borst besefte dat een jong gezin niet te combineren viel met een baan als medisch specialist: "In het ziekenhuis was je alleen welkom als je je op geen enkele manier anders gedroeg dan de mannelijke collega's." Haar opleiding tot kinderarts werd afgebroken en ze ging werken bij het Amsterdamse Centraal Laboratorium van de Bloedtransfusiedienst (CLB) van het Rode Kruis. Daar mocht ze de baby meenemen. Hier begon ze met haar onderzoek aan resusantagonisme
In 1960 werd concentratie op werk bemoeilijkt omdat zich bij Jan een bipolaire stoornis aandiende, waarvoor in 1968 met lithiumtherapie verlichting werd gevonden. Jan kon tijdelijk niet werken en om de financiële nood te lenigen nam Borst vanaf 1961 naast het CLB ook werk bij het consultatiebureau voor zuigelingen aan.
Op 24 mei 1963 werd een zoon geboren. Kort daarop verhuisde het gezin van Amsterdam naar de Groenekanseweg 86 in De Bilt, omdat Jan een vaste aanstelling als bacterioloog bij het Rijksinstituut voor de Volksgezondheid (RIV) had gekregen. De ambitie voor een medische loopbaan was in deze tijd klein, aldus biograaf Beyens. "Wij leefden helemaal niet met het begrip 'carrière'," deelde Borst in 2011 mee, "ik wilde gewoon arts worden."
Kort na de verhuizing werd een derde kind drie maanden te vroeg geboren. Het dochtertje werd vernoemd naar Jans promotor Anna Charlotte Ruys, maar overleefde de premature geboorte niet. In 1965 werd een jongen geboren, een maand te vroeg maar levensvatbaar. Hij werd vernoemd naar de eerste Nederlandse activist tegen tabaksgebruik, Remmert Korteweg.

### Loopbaan (1966-1994)
In 1966 vond het echte begin van haar loopbaan plaats, aldus biograaf Beyens.

### Wetenschappelijke promotie (1972)
Op 16 maart 1972 verdedigde Borst in de Lutherse Kerk haar proefschrift Rhesusimmunisatie: ontstaan en preventie waarop zij in Amsterdam promoveerde. Midden in de tweede feministische golf luidde stelling 13 van haar dissertatie:
Een vrouw die zo weinig "baas in eigen buik" is dat zij tegen haar wil zwanger wordt dient niet het alleenbeslissingsrecht over het afbreken van die zwangerschap op te eisen.
Stelling 18, die poneerde dat het 'in onze samenleving een voorrecht is om vrouw te zijn', leverde haar ruzie op met haar vriendinnen Lotte en Hieke. De laatste had zich tot een radicale feministe ontwikkeld met een fel pro-abortusstandpunt. Borst kreeg over de stellingen ook boze brieven van feministische organisaties, maar zij veranderde niet van mening.

### Bestuursfuncties
Van 1969 tot 1976 was ze hoofd Bloedbank aan het Academisch Ziekenhuis te Utrecht. Van 1976 tot 1985 was ze aan dit ziekenhuis verbonden als medisch-directeur. Van 1986 tot 1994 was ze vicevoorzitter van de Gezondheidsraad. Van 1 juli 1992 tot haar benoeming als minister was Borst aan de Universiteit van Amsterdam bijzonder hoogleraar met als leeropdracht evaluatieonderzoek van het klinisch handelen.

### Lid D'66
In 1966 werd D'66 opgericht met een brochure over "de ernstige devaluatie van onze democratie" en een vernieuwende campagne met een filmpje waarin Hans van Mierlo over de grachten liep. Het initiatief sprak aanvankelijk vooral Jan aan; in het voorjaar van 1967 richtte hij de afdeling De Bilt/Bilthoven op. Borst zelf werd in 1969 lid. Op de uitvaartdienst voor Van Mierlo zette Borst uiteen hoe hun engagement werd aangesproken:
[E]erlijk gezegd hadden mijn man en ik ons nooit gerealiseerd dat we daar ongerust over waren, maar nadat we de brochure hadden gelezen en later Hans op TV over de gracht hadden zien lopen, toen wisten wij het opeens heel zeker: wij zijn erg ongerust en wij gaan daar iets aan doen.
Aanvankelijk was vooral Jan actief. Hij trad toe tot het hoofdbestuur en maakte daar tot 1976 deel van uit. Hierdoor klom ook Els Borst hoger in de partij op: in 1973 werd ze regiosecretaris van Utrecht en was ze een van de twee voorzitters van de nationale ledenvergadering.
In de periode dat D'66 in de peilingen vrijwel niet meer voorkwam (1976), ging Borst - evenals honderden andere leden - handtekeningen ophalen voor Jan Terlouw. Die had aangegeven alleen lijsttrekker van zijn partij te willen worden als er voor zijn kandidatuur voldoende steun was in het land, ook onder niet-leden van D'66. De actie betekende een opleving van de partij in de peilingen en uiteindelijk ook bij de Tweede Kamerverkiezingen van 1977, toen de partij een bescheiden winst boekte.

### Ziekte en overlijden echtgenoot (1981-1988)
Op 15 juni 1988 overleed Jan Borst op 58-jarige leeftijd. Ze waren 33 jaar getrouwd. In 1981 werd bij hem de ziekte van Kahler gediagnosticeerd, een zeldzame vorm van beenmergkanker. Samen met zijn vrouw meldde hij zich aan bij de Contactgroep Kahler Patiënten en schreef in het kwartaalblad Merg en been. De eerste jaren probeerden ze nog veel te reizen en zagen Rome, Venetië en Florence.
Bij wijze van nagedachtenis zette ze zijn werk voor de contactgroep voort. Tot aan haar ministerschap assisteerde ze de redactie van Merg en been.

### Minister van Volksgezondheid, Welzijn en Sport
Op 22 augustus 1994 werd ze voor D66 (sinds half juni 1985 zonder apostrof) minister van Volksgezondheid, Welzijn en Sport in het eerste paarse (PvdA-VVD-D66) kabinet-Kok I. Borst was de eerste arts in de functie van minister van Volksgezondheid sinds Louis Stuyt in 1971-1972.
Tijdens haar periode als bewindsvrouw kreeg ze te maken met een groot aantal medisch-ethische kwesties. Ze werd vooral bekend als voorvechtster om euthanasie niet meer strafbaar te stellen. In 1999 diende ze hiervoor met VVD-minister Benk Korthals een wetsvoorstel in. De wet 'Toetsing levensbeëindiging op verzoek en hulp bij zelfdoding' trad op 1 april 2002 in werking. De arts dient zich bij de uitvoering van euthanasie wel aan wettelijk vastgelegde zorgvuldigheidseisen te houden en achteraf dienen evaluatiecommissies aan te geven of de juiste regelingen in acht genomen zijn.
Borst voerde in 1996 met minister Winnie Sorgdrager van Justitie het stelsel van donorverklaringen in, waarbij burgers vanaf achttien jaar wordt gevraagd of ze na hun overlijden organen en weefsels willen afstaan aan zieken. Het wetsvoorstel daartoe was in 1991 ingediend door staatssecretaris Hans Simons en minister Ernst Hirsch Ballin.
In 1996 zorgde ze voor versnelde beschikbaarheid van HIV-remmers, ondanks weerstand van ambtenaren.
In 2001 bracht ze de Wet foetaal weefsel tot stand, die de voorwaarden aangeeft voor het afstaan van foetaal weefsel voor wetenschappelijke en geneeskundige doeleinden. Zo moet de betrokkene toestemming verlenen en mag het weefsel alleen afkomstig zijn van abortussen en miskramen. Dankzij haar kwam er in 2002 een wijziging tot stand van de Wet bijzondere medische verrichtingen, waardoor xenotransplantatie (medische verrichtingen met levende bestanddelen van dieren) werd verboden zolang er onzekerheid is over de risico's voor mensen.
Borst realiseerde een wijziging van de Tabakswet voor het verbod van de verkoop van tabak aan kinderen jonger dan zestien jaar. Verder werden onder meer maatregelen genomen om niet-rokers beter te beschermen en om tabaksreclame te beperken. Vanaf 1 januari 2004 kregen werknemers recht op een rookvrije werkplek en ging er een rookverbod gelden in het openbaar vervoer. Verkopers van alcohol werden op haar initiatief verplicht de leeftijd van de aspirant-koper vooraf te controleren en de verkoop van zwak-alcoholische dranken in benzinestations werd verboden.
Maar bovenal werd haar ministerschap bepaald door de financiële problemen van de vergrijzing en de toenemende medisch-technische mogelijkheden. Keer op keer moest ze vechten voor verhoging van haar financiële middelen. Om de kosten van de gezondheidszorg te beheersen, voerde ze een regeling in waarbij aan veelvoorkomende medische ingrepen een budget werd toegewezen. Dit leidde ertoe dat operatiekamers leegstonden, terwijl er wachtlijsten ontstonden.
Meer succes had Borst met het ontwerpen van een nieuw verzekeringsstelsel voor de gezondheidszorg. In 2006 werd een basisverzekering ingevoerd voor alle ingezetenen. Voor allerlei extra's moest men zich bijverzekeren. De splitsing tussen particulier en ziekenfondsverzekerden verdween. De verzekeringspremies werden nominaal. Iedereen ging een gelijke premie betalen. Afhankelijk van het inkomen betaalde men een extra bijdrage of ontving men bij een klein inkomen subsidie. De blauwdruk voor het nieuwe stelsel was neergelegd in haar nota Vraag aan bod, die in 2001 verscheen.
Bij de verkiezingen voor de Tweede Kamer in 1998 was Borst lijsttrekker voor D66. Door partijleider Hans van Mierlo werd ze op 31 mei 1997 als kandidaat-lijsttrekker aangekondigd met de woorden: "Het is een meisje geworden en we noemen haar Els". Bij deze verkiezingen ging D66 terug van 24 (een historisch hoogtepunt) naar 14 zetels. Tijdens de formatie voor een nieuw kabinet zat Borst korte tijd in de Tweede Kamer, waarvan een week (7-14 mei 1998) als fractievoorzitter. Ook trad ze in die periode op als informateur, samen met Wim Kok en Gerrit Zalm. In het kabinet-Kok II werd ze opnieuw minister van Volksgezondheid. Tevens werd ze tweede vicepremier.
Tijdens haar periode als bewindsvrouw kwam Borst enkele malen in de problemen. Tweemaal werd er een motie van afkeuring tegen haar ingediend. Beide werden verworpen. De eerste was naar aanleiding van het rapport van de parlementaire enquêtecommissie naar de Bijlmervliegramp. De commissie concludeerde dat Borst als minister niet goed was omgegaan met de gezondheidsklachten van overlevenden en hulpverleners.
De tweede kwam naar aanleiding van een interview dat Borst had gegeven in NRC Handelsblad van 14 april 2001, twee dagen nadat de euthanasiewet was aangenomen. Hierin sprak ze de woorden "Het is volbracht". Deze uitspraak geldt bij christenen als een van de 'kruiswoorden' van Jezus, die hij zou hebben gesproken voordat hij aan het kruis stierf. De christelijke partijen in de Tweede Kamer namen het de minister kwalijk dat ze bij een voor veel christenen gevoelig onderwerp als euthanasie in een interview op Goede Vrijdag de kruiswoorden van Jezus citeerde. Borst bood in de Tweede Kamer haar verontschuldigingen aan en benadrukte dat ze geen associatie had willen oproepen met de godsdienstige betekenis, waarna de motie van afkeuring werd verworpen.
Borst heeft als minister van Volksgezondheid, Welzijn en Sport een wetgevingsoeuvre van meer dan honderd wetten op haar naam staan.

### Na de politiek
Borst werd op 8 februari 2003 erelid van D66. Op 21 december 2012 werd ze benoemd tot minister van Staat. Borst had tot haar dood in 2014 zitting in verschillende besturen en raden van toezicht. Zo was zij voorzitter van de Nederlandse Federatie van Kankerpatiëntenorganisaties en van het Nivel. Ook was zij lid van het Nationaal Comité 4 en 5 mei.

### Dood door geweld
Borst werd op 10 februari 2014 dood aangetroffen in de garage van haar woning in Bilthoven. Ze bleek twee dagen eerder met 41 steekverwondingen om het leven te zijn gebracht, maar dit laatste feit werd pas anderhalf jaar later publiekelijk vrijgegeven in een dagvaarding van het Openbaar Ministerie (OM). Zeven dagen na haar overlijden vond er in de Dom van Utrecht een herdenkingsbijeenkomst plaats, waar onder anderen premier Mark Rutte en de oud-premiers Ruud Lubbers en Wim Kok aanwezig waren. Ze werd op 15 februari begraven op de natuurbegraafplaats Den en Rust in Bilthoven. Drie dagen later werd ze herdacht in beide Kamers.
In augustus 2014 leek het onderzoek naar haar overlijden op een dood spoor, al waren er nog circa vijftien rechercheurs bij de zaak betrokken. In oktober 2014 werd via het televisieprogramma Opsporing Verzocht het publiek om nadere informatie gevraagd.
Op 21 januari 2015 werd een overeenkomst aangetoond tussen het op de plaats van het delict aangetroffen DNA en dat van de 38-jarige Bart van U. Deze was eerder die maand in Rotterdam gearresteerd in verband met een levensdelict. Op 4 februari 2016 legde de verdachte voor de rechtbank een verklaring af waarin hij zei Borst te hebben gedood vanwege haar inzet voor de totstandkoming van de Nederlandse euthanasiewet. Hij noemde zijn daad een "goddelijke opdracht". Naar eigen zeggen had hij Borst thuis drie keer opgezocht. Pas toen werden er nog meer details over de moord publiekelijk vrijgegeven, onder meer dat Van U. Borst doelbewust in de ogen had gestoken. Dit was uit piëteit met Borsts nabestaanden door het OM achtergehouden. De Rechtbank Rotterdam veroordeelde hem op 13 april 2016 tot tbs met dwangverpleging, niet alleen voor de doodslag op Borst maar ook voor die op een van zijn zussen. Ook zijn zus werd met tientallen messteken om het leven gebracht. Volgens de rechtbank is hij wegens een geestelijke stoornis volledig ontoerekeningsvatbaar. Het OM had acht jaar cel en tbs geëist, omdat justitie hem slechts verminderd toerekeningsvatbaar achtte. Deskundigen van het Pieter Baan Centrum hadden hem eerder "sterk verminderd toerekeningsvatbaar" bevonden. Op 16 maart 2017 werd hij in hoger beroep door het gerechtshof in Den Haag veroordeeld tot acht jaar celstraf, waarna tbs met dwangverpleging volgt. Het hof achtte hem niet volledig ontoerekeningsvatbaar.
Over het falend justitiële opsporingsapparaat verscheen in 2015 het rapport van de commissie Hoekstra De zaak Bart van U. Acht jaar na het verschijnen van dit rapport verklaarde Hoekstra, dat er vrijwel niets is veranderd in de aanpak van verwarde, gevaarlijke personen.

## Nagedachtenis
Borst stond bij de gemeenteraadsverkiezingen van 2014 als lijstduwer op de lijst van D66 in de gemeente De Bilt. Er was na haar overlijden geen wettelijke mogelijkheid om haar naam te verwijderen. Ze behaalde 391 voorkeurstemmen.
Op 6 juni 2015 werd binnen D66 het Els Borst Netwerk opgericht. Het netwerk begeleidt actieve en zelfbewuste vrouwen met als doel dat ze hun inbreng in de partij en politiek duurzaam vergroten. De oprichting vond plaats tijdens de eerste Els Borst Netwerk Event, dat sindsdien jaarlijks plaatsvindt.
In het najaar van 2016 werd een plein voor het Hagaziekenhuis aan de Leyweg in Den Haag vernoemd naar Borst, het Els Borst-Eilersplein.
Haar schoonzoon, Sjaak Neefjes, probeert met de erfenis van zijn schoonmoeder een kankermedicijn terug te halen dat van de markt is verdwenen. Het medicijn Aclarubicine zou het leven van patiënten met leukemie kunnen verlengen, en wellicht genezen.

## Onderscheidingen en prijzen
- Ridder in de Orde van de Nederlandse Leeuw (1989)
- Officier in de Orde van Oranje-Nassau (10 december 2002)
- Erelid Democraten 66 (10 februari 2003)
- Prof. dr. P. Muntendamprijs (2009)[70]
- Aletta Jacobsprijs (2012)[71]
- Minister van Staat (21 december 2012)[50]

## Prijzen die naar Borst zijn vernoemd
- D66 heeft een prijs ingesteld voor vrouwen die veel betekenen voor D66, de Els Borst Netwerk Inspiratieprijs. Tevens werd in 2015 de Els Borst Netwerk Oeuvreprijs ingesteld.[66]
- De afdeling Verpleegkundig specialisten van de Vereniging Verpleegkundigen & Verzorgenden Nederland reikt jaarlijks de Els Borst Award uit bedoeld voor personen met bijzondere verdiensten voor het beroep van verpleegkundig specialist.[72]
- De Vereniging van Nederlandse Vrouwelijke Artsen (VNVA) heeft de VNVA Els Borst Oeuvreprijs ingesteld.[73]
- Voor het overlijden van Els Borst bestond reeds de Els Borst-prijs voor palliatieve zorg.[74]

## Persoonlijk
Borst was getrouwd met bacterioloog Jan Borst, die in 1988 overleed. Samen hadden ze drie kinderen. Haar echtgenoot was een broer van hoogleraar Piet Borst. Sinds haar huwelijk voerde ze officieus de achternaam van haar echtgenoot.

## Biografie
- Nele Beyens: Els Borst. Medicus in de politiek. Amsterdam, Wereldbibliotheek, 2021. ISBN 9789028451483